# Øen i Fuglegaden
Øen i Fuglegaden er en dansk-tysk-britisk film fra 1997, instrueret af Søren Kragh-Jacobsen. Den er baseret på bogen, Øen i Fuglegaden, skrevet af forfatteren Uri Orlev. Den er baseret på hans egne oplevelser under 2. verdenskrig. Filmen vandt en Sølvbjørn  for bedste musik (Zbigniew Preisner) på Filmfestivalen i Berlin, en Robert for årets scenografi samt flere internationale filmpriser.

## Handling
Historien handler om Alex, en tolvårig jødisk dreng. Alex har boet alene med sin mor og far i den jødiske ghetto. Det er 2. verdenskrig og bestemt ikke let at være jøde i den tid. Alex mor skal en dag over til nogle venner i en af de andre ghettoer, men kommer aldrig tilbage. En dag da Alex er med sin far ovre på fabrikken, sker der en udvælgelse. Eller det er egentlig ikke en rigtig udvælgelse, for alle er udvalgt.
Da de alle sammen skal marchere hen mod togene, stikker Alex af, han ved lige hvor han kan gemme sig henne. Det eneste, han får at vide, er, at han skal vente på hans far, som nok skal komme lige meget hvor lang tid der går. Tyskerne er lige i hælene på Alex hele tiden, men når lige at gemme sig i tide. Han henter sin mus, Sne, lidt efter.
Nu er det op til Alex at overleve indtil hans far kommer for at hente ham, og det er ikke lige med det samme han kommer. Imens får Alex en masse oplevelser. Han bygger en stige så han flytter op på den øverste etage, hvor ingen kan se ham. Det var et rigtig godt træk, for et par dage efter han er flyttet der op, sprænges hans tidligere gemmested. Der har simpelthen boet nogle mennesker lige neden under jorden.
Alex møder også en masse mennesker, nogle er rare og hjælper ham, andre er mindre søde. Der er en mand som stjæler hans mad, men der er også to mænd, han redder fra døden ved at skyde en tysker. Et par gange fik han bevæget sig ind i den jødiske ghetto, hvor han mødte den søde pige, som tilbyder at han kan komme med hende og hendes mor ud på landet og bo, i sikkerhed, men Alex venter på sin far, så han takker pænt nej.
Det hele ender lykkeligt da Alex far vender hjem, netop den dag som muren ind til den polske siden bliver revet ned, men måske var det for sent. Måske var Alex allerede død, og kommer i himlen til sin far?